# Бауер Михайло Йозефович
Бауер Михайло Йозефович (нар. 8 листопада 1952 року, с. Тарашани, Глибоцький район, Чернівецька область) — український політик, педагог, вчений.

## Освіта
З 1968 по 1972 роки навчався у Чернівецькому педагогічному училищі, спеціальність: викладання в початкових класах загальноосвітньої школи, кваліфікація: вчитель початкових класів, з 1975 по 1981 роки навчався у Чернівецькому державному університеті, спеціальність: біологія, кваліфікація: біолог. Викладач біології і хімії.
У 1998 році захистив кандидатську дисертацію і здобув науковий ступінь кандидата філософських наук, доцент.

## Трудова діяльність
Педагогічну діяльність розпочав з 1972 року в Усть-Путильській восьмирічній школі вчителем початкових класів.
З 1973 по 1975 рік служив в армії.
До 1978 року — вчитель біології Михайлівської школи Глибоцького району.
З 1978 по 1984 рік — секретар комітету комсомолу, заступник директора Чернівецького педагогічного училища.
З 1984 по 1985 рік — директор СШ № 22 м. Чернівців.
З 1985 по 1988 рік — завідувач відділу освіти Чернівецької міської ради.
З 1988 по 1992 рік — директор СШ № 27 м. Чернівців.
З 1992 року — начальник управління освіти Чернівецької міської ради, а з 1994 по 2002 рік — начальник управління освіти і науки Чернівецької обласної державної адміністрації.
З 2002 по 2006 рік — народний депутат України. Голова підкомітету з питань базової освіти Комітету з питань науки і освіти.
За час перебування народним депутатом України вніс 19 законопроєктів. Серед них найбільш актуальними є закони України: «Про спеціальну освіту», «Про виховання дітей та молоді».
З 2010 року по серпень 2012 року — займав посаду начальника Головного управління освіти і науки Чернівецької обласної державної адміністрації. З 3 серпня — директор Департаменту освіти і науки, молоді і спорту Чернівецької обласної державної адміністрації.
Обирався депутатом місцевих рад, народним депутатом України IV скликання. У цей час[коли?] — депутат Чернівецької обласної ради.

## Родина
Одружений, має двох дітей.

## Державні нагороди
Указом Президента України від 10.12.1999 року № 1180 присвоєно почесне звання «Заслужений працівник народної освіти України».
Почесна грамота Кабінету Міністрів України (11.2002).
Указом Президента України від 25.10.2004 року № 1315/2004 нагороджений орденом «За заслуги» III ступеня.